# محمد الغزي
محمد الغزي (القيروان، 24 فيفري 1949- 18جانفي 2024 )، هو شاعر، كاتب وناقد تونسي معروف بشعره ذي الصبغة الصوفية والثري بالصور المستمدة من عالم الطفولة. يدرّس الآن بجامعة نزوى في عُمان.

## دواوينه
- كتاب الماء، كتاب الجمر، تونس 1982
- ما أكثر ما أعطى، ما أقل ما أخذت، تونس 1991
- كثير هذا القليل الذي أخذت، تونس 1999
- سليل الماء (مختارات شعريّة)، تونس 2004
- كالليل أستضيء بنجومي، تونس 2006
- ثمّة ضوء آخر (مختارات شعريّة)، بيروت 2007

## قصص الأطفال
- صوتُ القصَبةِ الحزين
- مَمْلكة الجَمْر
- كان الربيع فتًى وسيمًا
- علّمني الغناء أيّها الصّرّار
- ذهب المملكة
- قطرة الماء وشجرة الورد
- الأرض وقوس قزح
- الطّفل والطّائر
- ليلة بعد ألف ليلة وليلة
- شموع الميلاد
- النّخلة تمضي جنوبا
- حكاية بحر
- القنفذ والوردة
- اعطني مصباحك يا علاء الدّين

## مسرحيات
- المحطّة، تونس 1994
- مسرحية ابن رشد – الشارقة – الإمارات العربية المتحدة 1999

## قيل عنه
- قال أحمد عبد المعطي حجازي: يتكلّم محمّد الغزي بلهجة طفل... لغته تصطاد من الصور الوحشيّة والخواطر العميقة ما يدهشنا.
- قال عبد العزيز المقالح: كلّ بيت من شعره يحمل شحنة عميقة ومكثّفة من الدلالات الصّوفيّة وينقل القارئ إلى عالم يقترب ليبتعد ويبتعد ليقترب... عالم يتطوّر من الدّاخل... ترتجف فيه النفوس وتقف حائرة متأمّلة تزجي المدائح وتواصل الأسفار والاشتعال.
- قال نبيل رضوان:...شعره منسوج من الدنتيل...

## الوفاة
توفي محمد الغزي في 18 يناير 2024 عن عمر ناهز الثالثة والسبعين.